# Gerhard Heinzmann (Politiker)
Gerhard Heinzmann (* 25. April 1940 in St. Georgen; † 26. Dezember 2021 in Landau in der Pfalz) war ein deutscher Politiker, Autor und Pastor (a. D.). Er war 1989 Mitbegründer der Partei Bibeltreuer Christen (PBC) und bis 2005 deren Bundesvorsitzender.

## Leben
Heinzmann war verwitwet und hatte fünf Kinder. Nach einem Bekehrungserlebnis 1962 wurde Heinzmann Mitglied einer Gemeinde im Bund Freikirchlicher Pfingstgemeinden (BFP). Seine zweijährige Pastorenausbildung absolvierte Heinzmann an der pfingstkirchlichen Bibelschule Beröa.
1989 stellte er bei einer Pastorenkonferenz des BFP die Idee vor, die Partei Bibeltreuer Christen zu gründen, mit der Deutschland mit dem Evangelium erreicht werden könne. Herausragendes politisches Thema ist für ihn der Staat Israel, für den er „unbedingte Solidarität“ einfordert, da dort „Gottes auserwähltes Volk lebe“. Er wandte sich gegen die Errichtung eines unabhängigen Palästinenserstaates und trat für eine Einstaatenlösung ein. Die in Deutschland im Frühjahr 2009 geäußerte Kritik an der israelischen Militäraktion gegen Gaza bezeichnete er als Gotteslästerung. Bis 2005 war Heinzmann der Vorsitzende der PBC. Auf dem Parteitag von 2005 übergab er die Leitung der Partei an Walter Weiblen und wurde zum Ehrenvorsitzenden auf Lebenszeit gewählt. Im November 2011 trat er von diesem Amt zurück und aus der PBC aus. Heinzmann war Leiter der „Zigeunermission“, die vor allem in Rumänien tätig ist.

## Werke
- Biblisches Fasten. Fragen und Antworten. Leuchter Edition, Erzhausen 2004, ISBN 978-3-87482-633-4.
- Kindertaufe oder biblische Taufe. Leuchter Edition, Erzhausen 2004, ISBN 978-3-87482-632-7.
- Jesus – Maria. Fragen und Antworten. Leuchter Edition, Erzhausen 2004, ISBN 978-3-87482-634-1.
- Lehren die Zeugen Jehovas die Wahrheit? Schulte & Gerth, Asslar 1988, ISBN 978-3-88936-060-1.